# Tomio Okamura
Tomio Okamura (japonsky 岡村 富夫, Okamura Tomio; * 4. července 1972 Tokio) je český podnikatel a politik česko-japonského původu s českým i japonským občanstvím. Od října 2012 byl členem Senátu a od října 2013 je členem Poslanecké sněmovny. V květnu 2013 založil politické hnutí Úsvit přímé demokracie a od srpna 2015 je předsedou hnutí Svoboda a přímá demokracie (SPD). V letech 2017 až 2021 byl místopředsedou Poslanecké sněmovny.

## Život
Narodil se v Tokiu, kam se jeho česká matka Helena Okamurová, rozená Holíková, po svatbě s občanem Japonska japonsko-korejského původu Matsuem Okamurou v roce 1966 přestěhovala. V Japonsku však Tomio Okamura strávil necelých 10 let. Většinu života prožil v České republice (respektive v Československu). Jeho matka se nesmířila s osamělým životem v Japonsku a vrátila se se svými syny do Československa, když mu bylo šest let. Je křtěný římský katolík a v mládí ministroval. V dětství strávil půl roku v dětském domově v Mašťově u Podbořan, kde zažil šikanu, která ho velmi poznamenala, takže přibližně do 22 let koktal. Po základní škole vystudoval střední chemickou průmyslovku. Zhruba v letech 1982–1987 chodil spolu s bratry do ilegálního skautského oddílu. Po maturitě odcestoval do Japonska, kde pracoval jako popelář a poté v kině jako prodavač popcornu. Jelikož se zde cítil diskriminovaný, rozhodl se k návratu do Prahy.
Od roku 2008 se věnoval práci dobrovolníka v Asociaci českých cestovních kanceláří a agentur (AČCKA), kde zastával funkce viceprezidenta a mluvčího.

### Podnikatelské aktivity a veřejný život

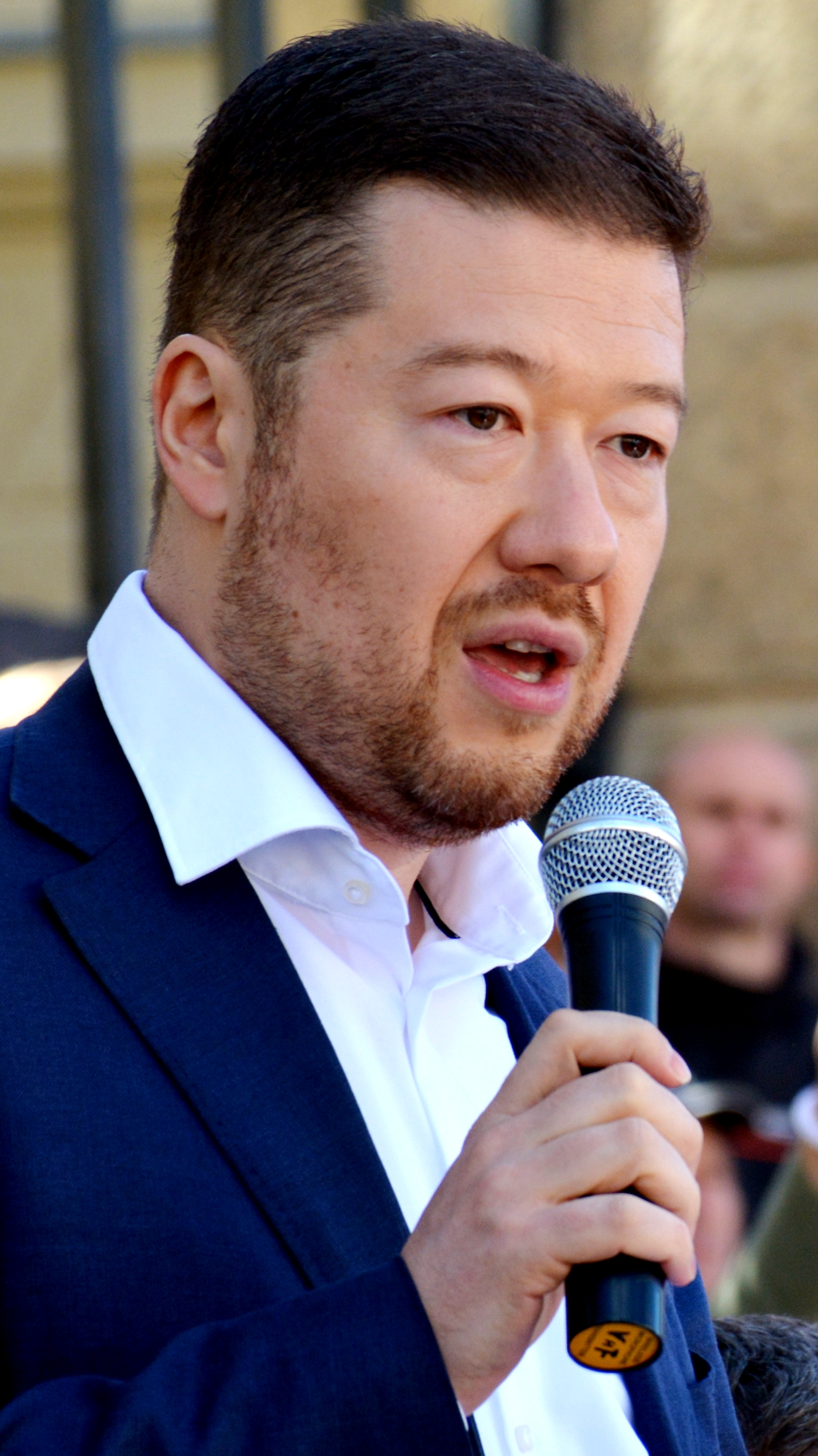
Tomio Okamura v roce 2015

Podniká od roku 1994, a to především v pohostinství, obchodu, průvodcovské činnosti a překladatelství, je spoluautorem několika knih.
Roku 1999 investoval do spoluvlastnictví sítě restaurací. Jeho společníkem ve firmě Gastro-sport Praha s.r.o. byl podnikatel Jan Hájek, který byl později ve styku s kontroverzním podnikatelem Václavem Kočkou. Jakmile Okamura zpozoroval nekalé aktivity, tak ze spoluvlastnictví se ztrátou odešel.
Účinkoval jako jeden z investorů televizní reality show Den D v České televizi, díky tomu v roce 2010 vstoupil jako společník do nové cestovní kanceláře pro plyšáky Toy Travelling (společně s exministryní Danou Bérovou). Podnikatelský záměr však skončil neúspěchem, Okamura byl jako společník z obchodního rejstříku vymazán v roce 2011, společnost samotná je od roku 2017 v likvidaci.
V únoru 2012 svůj veškerý majetek ocenil na čtyřicet milionů korun. Nejvýnosnější firmou je pro něj cestovní kancelář Miki Travel Prague, v níž figuruje jako jednatel. Patří mu i firma Mebius, která zajišťuje průvodcovské a překladatelské služby. Mimo ně spoluvlastní firmu Japa Foods, která se specializuje na prodej japonských potravin a módy. Také je spoluvlastníkem softwarové firmy Break2win (od roku 2023 v likvidaci) a firmy zaměřené na gastronomii U Machtů. Vlastnil také podíl ve společnosti Toy traveling s.r.o.

### Soudní spory
V roce 2012 zažaloval Barboru Tachecí kvůli údajné pomluvě, když se podle ní snažil najít „konečné řešení cikánské otázky“. Soud však žalobu 11. června 2012 zamítl.
V roce 2013 byl týdeníkem Reflex opakovaně označen jako Pitomio Okamura, za což ho zažaloval. V roce 2017 pražský vrchní soud rozhodl, že použití tohoto označení je přípustné, pokud se týká kritiky názorů Tomia Okamury. Proti rozsudku podal Tomio Okamura dovolání, které v květnu 2018 Nejvyšší soud částečně odmítl a částečně zamítl. V červenci 2018 podal Tomio Okamura proti rozsudku ústavní stížnost. Slovo Pitomio Ústavnímu soudu vadilo, spor tak vrátil k projednání Městskému soudu.
V roce 2015 vyhrál spor s Monikou Štikovou a Ornellou Koktovou. Obě žaloval proto, že uvedly, že měl vztah s Ornellou Koktovou. Soud nerozhodoval ve věci samé, ale vzhledem k nedostavení se žalovaných vydal rozsudek ve prospěch Tomia Okamury z procesních důvodů. Ornela Koktová se proti rozsudku odvolala, případ je tedy stále v řešení.[kdy?] Původní rozsudek kritizoval bývalý premiér Jiří Paroubek.[zdroj?]
V roce 2013 zažaloval českou pobočku mezinárodní neziskové organizace Transparency International. Městský soud v Praze dne 26. března 2015 zamítl v celém rozsahu Okamurovu žalobu na zrušení Transparency International – Česká republika, o.p.s. („TI“). Dle vyjádření soudu nebyl Tomio Okamura vůbec oprávněn takový krok požadovat. Vzhledem k prvotnímu neuhrazení nákladů soudního sporu Okamura následně čelil exekuci, částku však posléze uhradil a exekuční řízení bylo zastaveno.
Tomio Okamura byl žalován Ústavem nezávislé žurnalistiky poté, co označil stránky hlidacipes.org za „podvodný web“ a za „spojený s penězi George Sorose“. V srpnu 2019 byl odsouzen k omluvě.
V prosinci 2018 podali poslanci Evropského parlamentu Pavel Svoboda a Tomáš Zdechovský na Tomia Okamuru žalobu na ochranu osobnosti, protože v roce 2017 tvrdil na sociálních sítích, že oba poslanci měli hlasovat pro uvalení sankcí na Česko kvůli nepřijímání migrantů. Obvodní soud pro Prahu 1 shledal ve svém rozsudku z února roku 2021 Okamurovy výroky nepravdivými a nařídil mu, aby se oběma poslancům veřejně omluvil. Rozsudek pak v dubnu roku 2022 potvrdil i Městský soud v Praze.

### Senátor
V říjnu 2012 kandidoval, jako nezávislý kandidát, na senátora v obvodu Zlín. V prvním kole volby získal 11 772 hlasů (30,27 %) a z první pozice postoupil do kola druhého. Ve druhém kole získal 17 401 hlasů (66,23 %) a porazil kandidáta ČSSD Stanislava Mišáka. I přesto prohlašoval, že Senát je obsazen pouze „dobře placenými loutkami poslanců“.
V Senátu se přidal k senátorskému klubu pro obnovu demokracie – KDU-ČSL a nezávislí. Ve funkci v únoru 2013 podepsal návrh části senátorů na obžalování prezidenta Václava Klause z velezrady za jím vyhlášenou amnestii. Žalobu však Ústavní soud ČR zamítl. Okamura také hlasoval pro senátní návrh o zrušení sKaret a podpořil ústavní novelu o zrušení doživotní imunity veřejných činitelů. V květnu 2013 hlasoval pro povinný odvod ve výši 3 % povinného ručení ve prospěch hasičů. Dle pojišťoven to způsobí zdražení pojistného. Mandát senátora mu automaticky ze zákona zanikl v říjnu 2013 poté, co byl zvolen poslancem v předčasných sněmovních volbách. Ve funkci senátora strávil rok a šest dní.[zdroj?]

### Kandidatura na prezidenta ČR 2013
Jako reakci na úspěch v senátních volbách oznámil jen několik hodin po zvolení úmysl kandidovat na prezidenta ČR v přímé volbě v roce 2013 a pro Okamurovu podporu jeho příznivci sesbírali mezi občany 61 500 podpisů. 23. listopadu 2012 však Ministerstvo vnitra oznámilo, že platných z nich bylo pouze 35 751. Ministerstvo vnitra po ověření podpisů na petičních arších odmítlo registraci jeho kandidatury pro nedostatečný počet podpisů.
Okamura se kvůli rozhodnutí o vyřazení z volby odvolal k Nejvyššímu správnímu soudu, kde ho zastupovala další neúspěšná uchazečka o post prezidenta republiky Klára Samková. Nejvyšší správní soud dne 13. prosince 2012 rozhodl, že ministerstvo vnitra ve výpočtu chybovalo, nicméně ani po přepočítání metodou odhadu stanovenou ministerstvem neměl Okamura dostatečný počet podpisů, a tak nebyl ani dodatečně zaregistrován. Okamura vyzval Ministerstvo vnitra k přepočítání všech podpisů jeden po druhém, nikoliv namátkovou odhadní metodou – to však ministerstvo odmítlo. Také podal trestní oznámení na Policii ČR za podvod a maření voleb. Mimo soudu a policie rétoricky obvinil i média, že se nechávají uplácet a zvýhodňují jisté kandidáty. O samotném ministerstvu vnitra prohlásil: „udělalo maximum, aby vyřadilo nepohodlné kandidáty z voleb“.
Jako první oznámil, že do konce roku 2012 hodlá podat stížnost k Ústavnímu soudu, z důvodu údajného protiústavního a politického postupu Nejvyššího správního soudu. Tu předložil 27. prosince 2012. Stížnost byla přidělena předsedovi Ústavního soudu JUDr. Pavlovi Rychetskému jako soudci zpravodaji. Dne 4. ledna 2013 se ústavní soudci jednohlasně shodli nevyhovět návrhu Okamury na odložení voleb. Jeho dalšími podněty se dále zabývali. Okamura rozhodnutí Ústavního soudu označil za nespravedlivé a prohlásil, že se v Česku nejde dovolat spravedlnosti, proto zvažoval podat stížnost k Evropskému soudu pro lidská práva, jelikož se stále cítil poškozen tím, že nikdo nepřepočítal a nepřekontroloval všechny jeho podpisy petentů. Dne 10. ledna 2013 Ústavní soud vyhlásil nález, kterým jednomyslné zamítl celou jeho stížnost na tvrzený protiústavní postup Ministerstva vnitra a Nejvyššího správního soudu, a to z důvodu nelogicky strukturované stížnosti a nenalezení protiústavního jednání zmíněných institucí. Okamura poté zareagoval: „Moje práva byla poškozena tím, že se nikdo nenamáhal a dodnes nenamáhá pravost podpisů ověřit“, nález Ústavního soudu byla „do nebe volající lež i nesmysl“. Dále řekl, že soudci Ústavního soudu se takto usnesli z politického strachu. Potvrdil, že se obrátí na Evropský soud pro lidská práva.[kdy?]

### Hnutí Úsvit přímé demokracie
V květnu 2013 založil politické hnutí s názvem Úsvit přímé demokracie Tomia Okamury, které mělo za cíl kandidovat ve sněmovních a komunálních volbách, a poté prosazovat prvky přímé demokracie. Ještě v únoru 2013 Okamura odmítl, že by měl ambici zakládat politickou stranu či se stát premiérem nebo ministrem. Okamura si také stěžoval, že novináři jeho hnutí manipulativně přirovnávají k řecké neonacistické politické straně Zlatý úsvit. Brzy po svém založení získalo dle Okamury hnutí podporu politiků Aleše Roztočila, Radima Fialy či ekonoma Pavla Kohouta. Roztočil původně plánoval kandidovat za Úsvit ve sněmovních volbách v roce 2014, v červnu 2013 však oznámil, že se s Okamurou nedohodli. V září 2013 se Pavel Kohout od hnutí i Okamury distancoval, vadily mu Okamurovy názory. Na začátku července 2013 byl oficiálně zvolen předsedou hnutí Úsvit přímé demokracie Tomia Okamury. Ve volbách do Poslanecké sněmovny v roce 2013 úspěšně kandidoval ve Středočeském kraji jako lídr Úsvitu přímé demokracie. Po ustavení Poslanecké sněmovny kandidoval v první volbě na jejího místopředsedu, ale neuspěl proti tradičním stranám, které kritizoval, ani v jednom kole, když získal nejdřív 76 a pak 75 hlasů. Nebyl tak zvolen ani ve druhé volbě.
V únoru 2015 poslanecký klub hnutí Úsvit podpořil vizi poslance Marka Černocha hlasováním 10:2. Tato rozhodnutí potvrdila i konference hnutí Úsvit, kde Černochův návrh získal většinu pěti z devíti hlasů. Marek Černoch byl pověřen integračními jednáními o vzniku nové strany. Konference hnutí Úsvit také vzala na vědomí hospodaření hnutí Úsvit a pověřila komisi pod vedením poslance MUDr. Jiřího Štětiny analýzou hospodaření hnutí a návrhem na další postup. Následná konference dále zavázala předsedu a tajemníka hnutí vyjednat ukončení smlouvy se společností Celsianus. Konference vyzvala Okamuru k úhradě 560 000 Kč za dodání plánu volební kampaně do senátu a eurovoleb.[zdroj?]
Dne 24. března 2015 po dlouhodobých sporech byl Okamura vyloučen z poslaneckého klubu Úsvitu přímé demokracie předsedou hnutí zůstal až do 5. května, kdy oznámil, že z hnutí definitivně odešel a spolu s poslancem Fialou a Jaroslavem Holíkem zakládá nové politické hnutí Svoboda a přímá demokracie.

### Hnutí Svoboda a přímá demokracie

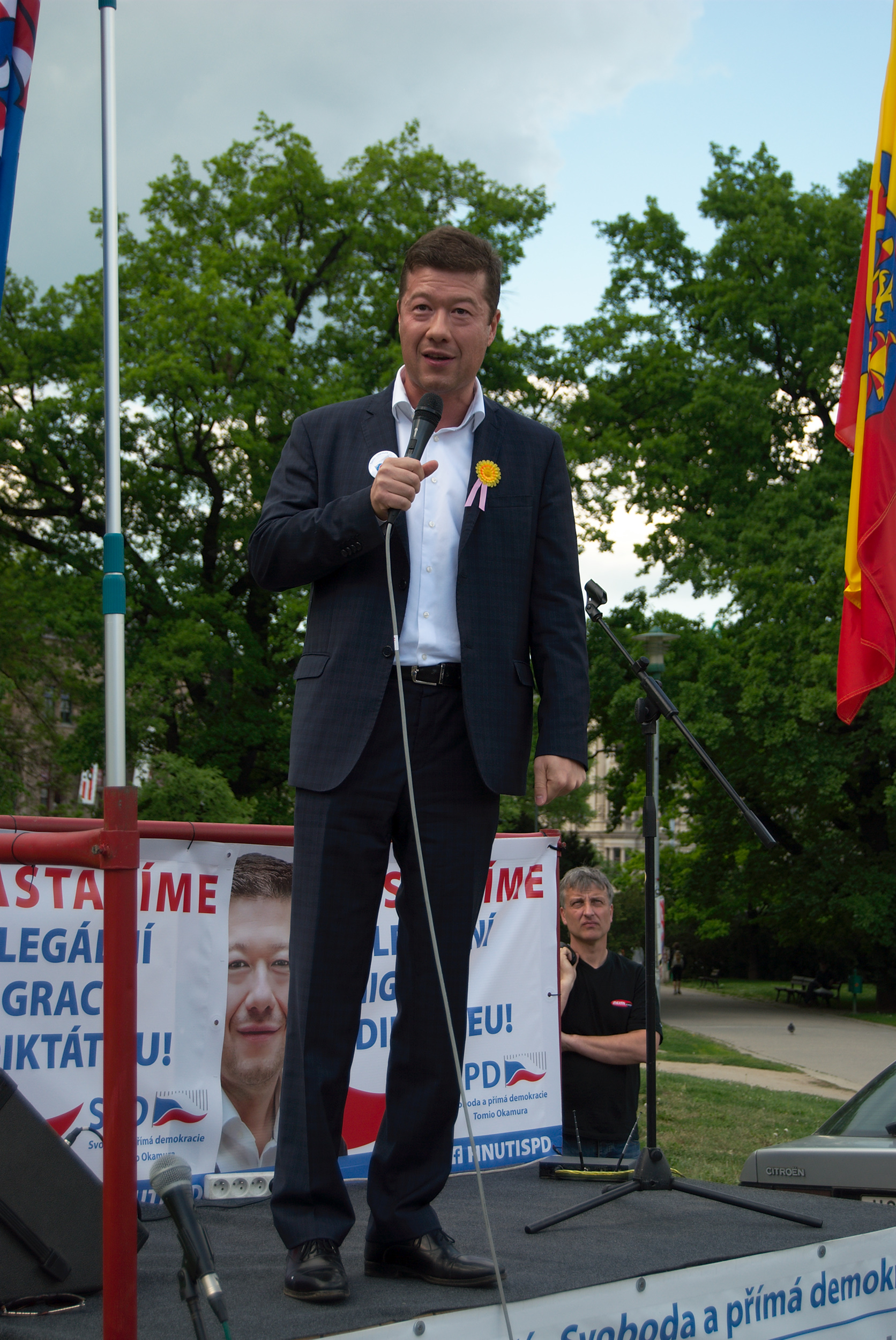
Tomio Okamura na demonstraci v Brně 11. května 2016

Dne 16. května 2015 Tomio Okamura oznámil na tiskové konferenci v Poslanecké sněmovně registraci hnutí Svoboda a přímá demokracie (SPD) Ministerstvem vnitra a zahájení přijímání členů.
Ve volbách do Poslanecké sněmovny v roce 2017 byl lídrem hnutí SPD ve Středočeském kraji. Získal 12 689 preferenčních hlasů a mandát poslance obhájil. V listopadu 2017 se stal místopředsedou Poslanecké sněmovny. Dostal 102 hlasů od 195 přítomných poslanců.
V červenci 2018 obhájil na sjezdu hnutí SPD v Praze post předsedy hnutí. Získal 150 ze 152 hlasů a mandát na další tři roky, přičemž neměl protikandidáta. V projevu na sjezdu také prohlásil: „Když SPD upozorňuje na nebezpečí islamizace, je kritizována stejně jako spisovatel Karel Čapek, když ve 30. letech upozorňoval na nebezpečí fašismu.“
Ve volbách do Poslanecké sněmovny v roce 2021 byl lídrem hnutí SPD v Moravskoslezském kraji. Získal 17 069 preferenčních hlasů a obhájil post poslance, v říjnu 2021 mu vypršel mandát místopředsedy Sněmovny.
Na začátku prosince 2021 obhájil post předsedy hnutí SPD. Jakožto jediný kandidát získal 84 hlasů z 85 možných, sám se hlasování zdržel. Europoslancem Hynkem Blaškem z SPD byl kritizován za to, že pozvánku na sjezd, kde chtěl proti Okamurovi kandidovat, nedostal. Jako důvod uvedl to, že v roce 2020 při doplňovacích volbách do Senátu na Teplicku podpořil kandidáta Trikolóry Zdeňka Peška, nikoliv Bohumila Ježka z SPD a od té doby se s ním vedení strany nebaví.
Na sněmu hnutí v dubnu 2024 funkci předsedy hnutí obhájil, když získal 195 hlasů od 216 přítomných delegátů. Ve volbách do Poslanecké sněmovny Parlamentu ČR v roce 2025 je z pozice člena hnutí SPD lídrem společné kandidátky SPD, Trikolory, Svobodných a PRO ve Středočeském kraji.

### Rodina
Z tříletého manželství s Japonkou Mie má syna Ruye. Od roku 2005 udržoval vztah s o 9 let mladší Evou Netolickou. V letech 2011 až 2016 byla jeho přítelkyní o 19 let mladší studentka Monika Talašová. V červenci 2017 o sobě prohlásil, že je nezadaný a politice se hodlá věnovat i na úkor osobního života.
Má dva bratry. Jeho starší bratr Hayato Okamura (* 1966 Praha) je dnes též politikem, do KDU-ČSL vstoupil roku 2015 a o 6 let později byl zvolen poslancem. Před tím pracoval jako tlumočník a překladatel. Mladší bratr Osamu Okamura (* 1973 Tokio) je architekt a vysokoškolský pedagog. I on se pokouší prorazit v politice, ve volbách do Evropského parlamentu 2024 figuroval na 6. místě kandidátky Zelených.
V roce 2021 byla dostavěna jeho netradiční vila (přezdívaná Takešiho hrad) v pražském Břevnově.

## Názory a postoje
Okamura je propagátorem systému přímé demokracie, jehož příklady jsou například Švýcarsko či Lichtenštejnsko. Svými kritiky, včetně vnitrostranických oponentů, je přitom obviňován z nedemokratických metod a diktátorského způsobu řízení strany, které zahrnující manipulace s delegátským systémem, ovlivňování podoby navolených kandidátek nebo vylučování nepohodlných členů.
Trvá také na striktním prosazování českých národních zájmů. Roku 2012 napsal ve svém blogu obhajobu prapůvodní historické myšlenky lidového komunismu a socialismu, tedy společenství rovných lidí, kteří si přímo volí a odvolávají své zástupce. Současně však zdůraznil, že trvá na demokracii, a striktně odmítl stalinismus. Zároveň také řekl, že tyto prapůvodní myšlenky postavené na přímé odpovědnosti volených zástupců byly následně zneužity proti lidem a překrouceny. Také poukázal na pokrytectví některých antikomunistů, kteří byli před rokem 1989 v KSČ. Současnou stranu KSČM označil za demokratický politický subjekt stejně jako jiné parlamentní strany. Také podporoval aktivity iniciativy Holešovská výzva, která od vlády Petra Nečase požadovala podání demise a rovněž protestuje proti ekonomickým názorům bývalého ministra financí Miroslava Kalouska. Okamura na iniciativě oceňoval snahu o zavedení přímé demokracie. Své názory dal najevo i při prezidentských volbách 2018. Svůj hlas odevzdal ve prospěch Miloše Zemana.
Označil Zelenou dohodu pro Evropu (European Green Deal), soubor politických iniciativ Evropské komise, která počítá například se zákazem prodeje nových benzinových a dieselových aut od roku 2035, za „šílený neomarxistický plán.“
Okamura dále prosazuje zákaz propagace a šíření islámu v České republice. Islám podle Okamury není náboženství, ale „nenávistná ideologie“, kterou přirovnává k „hitlerovskému nacismu“. Okamura je odpůrcem uprchlických kvót, které navrhla Evropská komise, a kritizuje údajný „diktát Evropské unie“. Podle Okamury si ani Sovětský svaz nedovolil určovat českou imigrační politiku.
Podle Okamury jsou Japonci kulturně i vzhledově velmi homogenní národ, který je nedůvěřivý a xenofobní vůči cizincům.
Během televizní debaty upozornil na oficiální statistiku Eurostatu týkající se odlivu kapitálu z Česka, která uvádí, že mezi léty 2010 až 2016 odteklo z ČR do zahraničí na dividendách 7,6 procenta HDP, tedy 2252 miliard korun, zatímco dotace z EU činily 1,9 procenta HDP, neboli 563 miliard korun. V projevu na shromáždění prohlásil, že „Naše členství je výhodné pro západní státy, pro které jsme se stali ekonomickou kolonií“. Podle Okamury čeští dělníci „vydělávají na vysoké platy a důchody na západě“ a Česko výměnou za to dostává „odpad, méně jakostní potraviny a další aušusové zboží“.
V souvislosti s vraždou saúdského novináře Džamála Chášakdžího na saúdském konzulátu v Istanbulu vyzval k zastavení vývozu českých zbraní do Saúdské Arábie a k uvalení sankcí proti režimu. Podle Okamury „nejen pro jednotlivý zločin saúdskoarabské vlády, ale z důvodu dlouhodobé podpory terorismu, pro státem dlouhodobě organizované a prokázané případy mučení, pro bestiální případy vraždění, pro nedodržování lidských práv.“
Okamura je proti přístupovým rozhovorům Turecka s EU. Stále více autoritářské Turecko, které provádí rozsáhlé politické čistky, svým členstvím v NATO podle Okamury zpochybňuje úlohu NATO jako obránce demokracie. Události v Turecku považuje za důkaz, že demokracie v islámském světě není možná. Okamura kritizoval tureckou okupaci Severního Kypru a řekl, že mu vadí, když členský stát NATO okupuje Severní Kypr „a NATO k tomu mlčí“. V říjnu roku 2019 odsoudil tureckou invazi do Sýrie, která byla namířena proti Kurdům na území Rojavy, a prohlásil, že „Je třeba dát jasně najevo, že se nebojíme vydírání prezidenta Erdogana vůči evropským zemím.“ Odmítl také jednostranné vyhlášení nezávislosti Kosova na Srbsku v roce 2008.
Je stoupencem Izraele a podpořil rozhodnutí amerického prezidenta Donalda Trumpa uznat Jeruzalém za izraelské hlavní město, přestože východní Jeruzalém, který byl Izraelem nelegálně anektován po vojenské okupaci v roce 1967, považuje za své hlavní město Stát Palestina. Okamura to komentoval slovy: „Doufám, že se připojí hned i Česká republika – máme konečně šanci následovat USA ve správné věci.“ Okamura se vyjádřil kriticky k palestinské vládě, ale přesto podpořil právo Palestinců na sebeurčení. Kritizoval ministra zahraničí Petříčka, ministra kultury Zaorálka a bývalého ministra zahraničí Schwarzenberga za jejich společné prohlášení z 23. května 2020, ve kterém odsoudili plánovanou izraelskou anexi židovských osad, které Izrael od roku 1967 vybudoval na Západním břehu Jordánu. Podle Okamury SPD „podporuje pozici prezidenta, která vychází z tradičně nadstandardních vztahů mezi ČR a Izraelem, jenž je nárazníkem proti islámskému radikalismu.“
Systém přímé demokracie ve Švýcarsku s možností odvolatelnosti politiků v referendu označil za dobrý způsob jak bojovat proti politické korupci. Požaduje, aby se po vzoru Polska a Řecka začaly vymáhat reparace z Německa za škody způsobené německou okupací během druhé světové války, a obvinil českou vládu, že pouze „servilně mlčí“.
Stejně jako celá SPD je Tomio Okamura proti sňatkům stejnopohlavních párů či proti adopci dětí těmito páry. V roce 2021 uvedl, že by radši skočil z okna, než aby vyrůstal u stejnopohlavního páru.
Při diskuzi o ratifikaci Istanbulské úmluvy označil tento dokument za "totalitní zrůdnost".

## Kritika a kontroverze

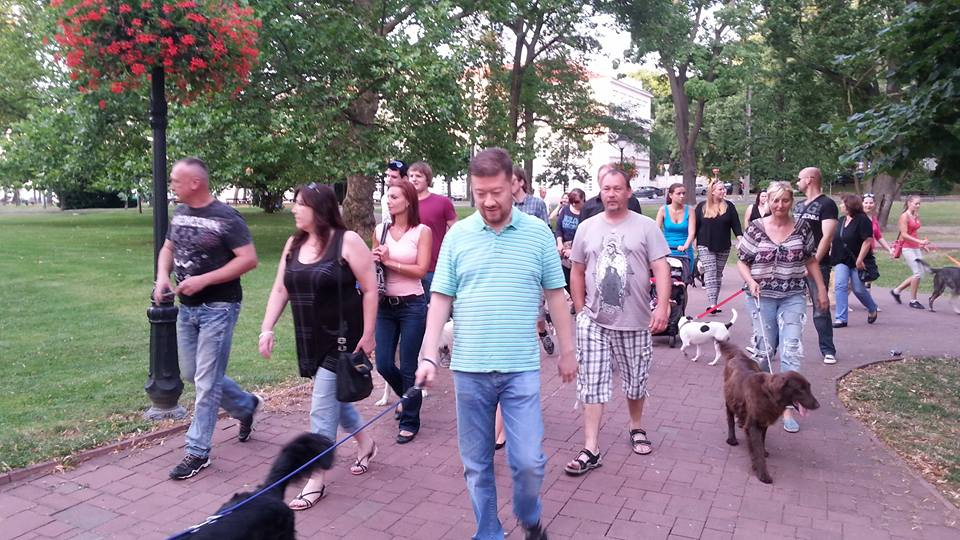
V červenci 2015 se účastnil protestního venčení psů v teplickém Šanovském parku

Kvůli Okamurovým projevům a postojům ho tehdejší novinář Reflexu Petr Holec v roce 2012 nazval populistou. Stejnou kritiku si vysloužil i od novináře týdeníku Euro Davida Klimeše. Oba mu vyčítali, že pouze slibuje obecně líbivá témata, ale nevytváří koncepty, jak svých ideálů chce dosáhnout. To, že by byl populistou, však Okamura sám odmítl, přičemž své návrhy sepsal do několika knih včetně konkrétních konceptů. Následně ho za populistu označil i politický analytik Hospodářských novin Jindřich Šídlo.
Velkou vlnu kritiky sklidil v roce 2012 i za to, že napsal článek, ve kterém primárně hájil Ladislava Bátoru, který kandidoval za Národní stranu, a také Vlastimila Pechance, který byl odsouzen za rasově motivovanou vraždu. Kvůli jeho radikálním myšlenkám ho kritizovala i senátorka Eliška Wagnerová. Její kritiku podpořil děkan Filozofické fakulty UK Michal Stehlík. Další kritiku přidal novinář a spisovatel Karel Hvížďala.
V listopadu 2012 na svém blogu označil komunismus za nejdemokratičtější systém, jaký svět poznal, „Ve smyslu komun, které například budovali komunardi v revoluční Paříži v 19. století“, ale myšlenky komunismu byly podle Okamury zneužity k získání moci a k teroru. Za to byl kritizován předsedou ČSSD Bohuslavem Sobotkou.
Někteří komentátoři si všímali i jeho majetku (vlastnil například automobil Aston Martin), který vypovídá o vysoce nadprůměrných příjmech, jež však nebylo možno z veřejně dostupných zdrojů ověřit. V obchodním rejstříku u jeho firem chyběly zákonem vyžadované účetní závěrky. Když byl s těmito nedostatky konfrontován Reportéry ČT, některé z chybějících dokumentů doplnil.
Vztahy politika Tomia Okamury k řadě médií se dlouhodobě vyhrotily a opakovaně je obviňoval, že o něm píší lži. Hospodářské noviny už v září 2013 informovaly o jeho metodách, kdy na sociálních sítích zveřejňoval e-mailové adresy na novináře, kteří se nevyjadřovali lichotivě k jeho tehdejší straně Úsvit, a vyzýval své příznivce, aby jim napsali svůj názor. Ti pak často zahltili novináře vulgaritami a výhrůžkami. Několik hodin po zveřejnění článku se na Okamurově Facebooku objevily e-mailové adresy šéfredaktorky Hospodářských novin, autora textu a dalších žurnalistů vydavatelství Economia.

### Spor sReflexemo přezdívku
Týdeník Reflex před prezidentskou volbou v roce 2012 zobrazil Tomia Okamuru na titulní straně čísla 45/2012 jako klauna a zároveň pro něj použil přezdívku Pitomio, která dominovala i titulní straně. Důvodem označení byl Okamurův populistický program. Reflex též například 2. ledna 2013 vydal článek Markéty Lukáškové, kde je Tomio Okamura nazýván „japonským broukem Pytlíkem“ i Pitomiem. Za vysokou kadenci blbých prázdných frází v jeho novoročním projevu by si prý „Pitomio“ zasloužil Řád Milouše Jakeše a zápis do knihy rekordů pelhřimovské Agentury Dobrý den. Obvodní soud pro Prahu 7 dne 28. března 2014 předběžným opatřením nařídil, že vydavatel Reflexu nesmí ve svých médiích komolit jméno Tomia Okamury a označovat ho jako „Pitomia“. Redakce však soudní opatření porušila a tato přezdívka se v Reflexu znovu objevila 24. dubna 2014 v článku Jiřího X. Doležala „Okamura do Tokia!“. Dne 14. května 2014 Reflex uznal své protiprávní jednání a za toto porušení soudního předběžného opatření se na žádost Okamurovy advokátky Kláry Samkové veřejně omluvil.
Vrchní soud v Praze se zabýval odvoláním Tomia Okamury, který s původním rozsudkem nesouhlasil a požadoval úhradu nákladů spojených s řízením a uveřejnění písemné omluvy v týdeníku Reflex. Odvolací soud v rámci Okamurova sporu s vydavatelstvím týdeníku Reflex, firmou Czech News Center, 31. ledna 2017 potvrdil původní rozsudek a stvrdil, že lze v případě oprávněné kritiky nazývat poslance Tomia Okamuru „Pitomio“. Rozsudek v květnu 2018 potvrdil i Nejvyšší soud.

### Spor o inkluzi
Projekt Faktus v únoru 2016 napsal Okamurovi dopis, ve kterém ho konfrontoval s jeho výroky na téma inkluze na školách. Tomio Okamura se tehdy vyjádřil zcela proti inkluzi. Začleňování dalších dětí do běžných tříd označil za chybu, jež všude, kde se zavádí, pouze snižuje úroveň vzdělání běžných žáků a dětem, které vyžadují individuální přístup, se nedostane dostatečné péče. Rok před těmito výroky přitom Tomio Okamura hlasoval v parlamentu zcela opačně, tedy aby se další děti zapojily do běžného vzdělávání a inkluze pokračovala. Faktus ve svém dopise Okamuru upozorňoval, že inkluze v českém školství probíhá již více než 10 let a počet dětí, jimž bylo diagnostikováno lehké mentální postižení v letech 2010–2014 se snížil o 40 %. Na příkladech z Finska a Kanady dále dokazoval, že přestože je v těchto zemích vysoká míra inkluze (ve Finsku pouze 1 % dětí mimo běžné vzdělávání), jejich žáci se umisťují na nejvyšších příčkách v mezinárodních srovnávacích testech PISA. Na dopis Tomio Okamura reagoval prostřednictvím výkonného tajemníka SPD Staníka, který napsal, že nechápe, proč Faktus vůbec předsedovi hnutí píše, když jeho výroky nemají vyvolávat nenávist a Okamura si pouze dovoluje říkat pravdu.

### Romský koncentrační tábor v Letech
U příležitosti uctění památky obětí romského holokaustu v červenci 2014 poskytl Tomio Okamura rozhovor internetovému deníku Parlamentní listy, v němž označil tvrzení o koncentračním táboře Lety za lživý mýtus. Podle jeho názoru šlo o pracovní tábor pro osoby vyhýbající se práci. Odmítl, že by internované osoby byly v táboře kvůli své etnické příslušnosti a lidé, kteří v táboře zemřeli na následky epidemie tyfu, byli oběti holokaustu. Opačné tvrzení pak označil za „urážku skutečných obětí holokaustu, ať už Židů, nebo Romů“.
Mluvčí prezidenta Miloše Zemana Jiří Ovčáček podotkl, že pokud by skutečně šlo o pracovní tábor, jak tvrdil Okamura, nebylo by možné, aby internovaní vězni skončili v Osvětimi. Na prohlášení reagovali také další politici. Předseda TOP 09 Miroslav Kalousek nepřímo označil Okamuru za popírače genocidy. Ministryně práce a sociálních věcí v reakci upozornila na existenci dětského hromadného hrobu na hřbitově v Mirovicích. Ke kritice Okamurových výroků se přidali politici napříč politickým spektrem.

### Bludný balvan 2018
V roce 2019 obdržel od Českého klubu skeptiků Sisyfos zlatý Bludný balvan v kategorii družstev (spolu s Andrejem Babišem, Věrou Adámkovou a „dalšími hvězdami českého politického nebe“) za „blábolení a šíření pitomostí v oblasti zdravotnictví a vědy“. V průběhu laudatia byly zmíněny jeho výroky o výskytu západonilské horečky a opičího moru, neexistující nemoci, na území Evropské unie.

### Výroky ve sněmovně
V květnu 2024 označil prvního místopředsedu KDU-ČSL a místopředsedu Poslanecké sněmovny Jana Bartoška za novodobého Hitlera. Ten uvedl, že zvažuje, že vůči Okamurovi zahájí právní kroky, nebo se obrátí na mandátový a imunitní výbor. Výbor následně uložil Tomiu Okamurovi pokutu 20 tisíc korun, proti které se dotčený odvolá k plénu poslanecké sněmovny. Ondřej Štindl v roce 2005 v souvislosti s obdobným výrokem jiného ústavního činitele napsal: „Nebude trvat dlouho pro současníky bude Hitler obdobou Bushe, nebo papeže, nebo Paroubka, nebo Topolánka. A až se objeví nějaká skutečná obdoba nacismu, budou pro ni chybět slova.“

### Žádost o vydání k trestnímu stíhání
V lednu 2025 požádala Policie ČR o vydání Okamury v souvislosti s předvolební kampaní jeho hnutí před evropskými volbami v roce 2024. Dne 12. února byl vydán sněmovnou k trestnímu stíhání. Pro jeho vydání hlasovalo 81 poslanců, proti 62. Vyšetřování případu ukončila policie v červenci 2025. V srpnu 2025 na něj podal obžalobu státní zástupce.

## Dílo
- 2010 – Český sen (nakladatelství Fragment)
- 2011 – Umění vládnout (nakladatelství Fragment)
- 2012 – Umění žít (nakladatelství Fragment)
- 2013 – Umění přímé demokracie (nakladatelství Fragment)
- 2013 – Velká japonská kuchařka (spoluautorka Mie Krejčíková Okamurová, nakladatelství Fragment)